# Edward Montagu, 1. Earl of Sandwich

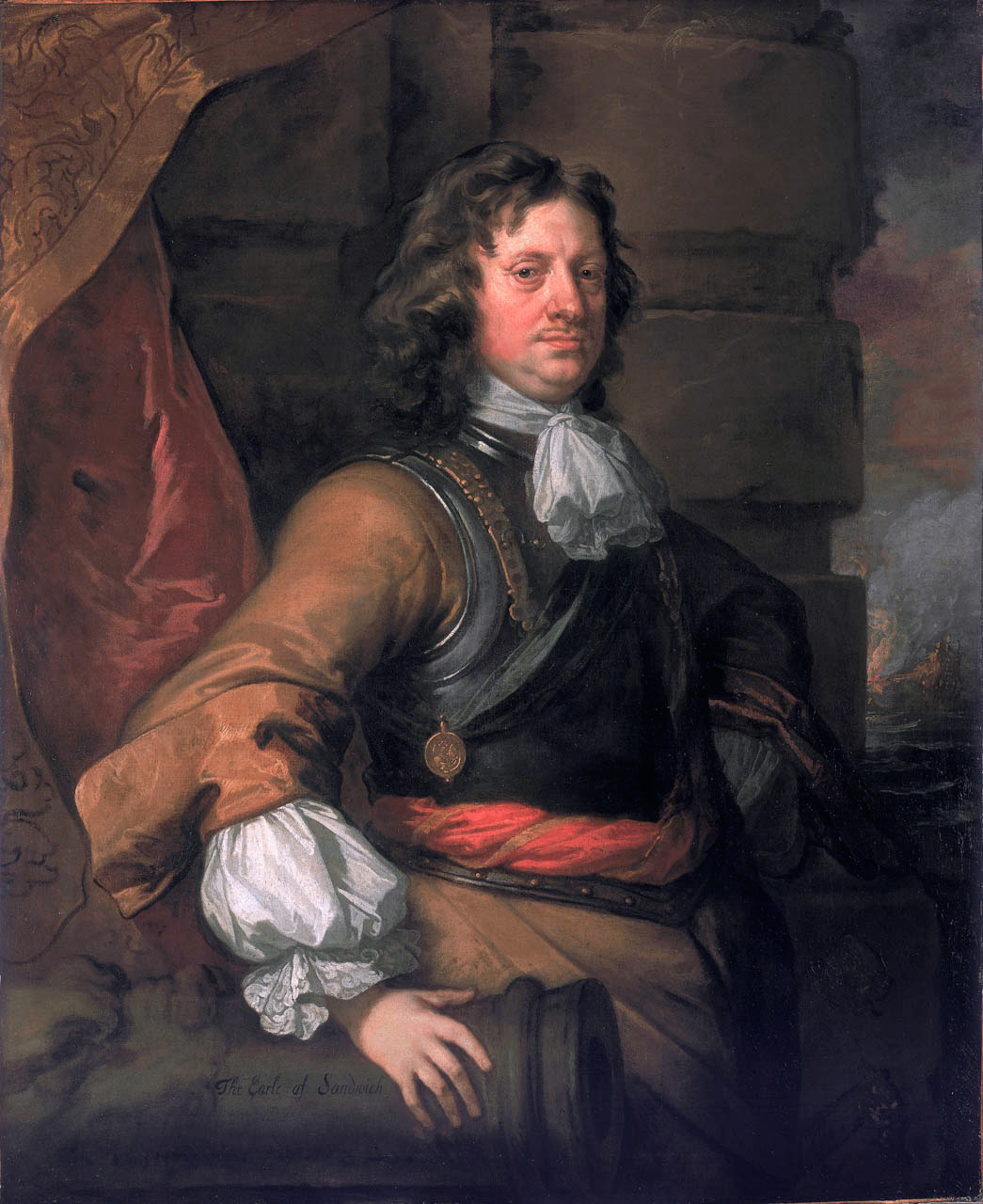
Edward Montagu; Gemälde von Sir Peter Lely (1666)

Edward Montagu, 1. Earl of Sandwich KG (* 27. Juli 1625; † 28. Mai 1672) war ein englischer Admiral und Politiker.

## Leben
Er war der älteste Sohn des Sir Sydney Montagu († 1644) aus dessen erster Ehe mit Paulina Pepys (um 1593–1638). Väterlicherseits war er ein Neffe des Edward Montagu, 1. Baron Montagu of Boughton und des Henry Montagu, 1. Earl of Manchester.
Er war ein enger Freund und Mitstreiter Oliver Cromwells im Englischen Bürgerkrieg. Er war ab 1643 Deputy Lieutenant von Huntingdonshire und kämpfte auf Seiten des Parlaments in den Schlachten von Marston Moor (1644) und Naseby (1645). Von 1645 bis 1648 sowie 1653 bis 1658 war er als Knight of the Shire für Huntingdonshire Mitglied des englischen House of Commons. Nach der Hinrichtung König Karls I. und der Ausrufung der Republik (Commonwealth of England) wurde er 1653 Mitglied des Staatsrates, war von 1654 bis 1659 Kommissar des Schatzamtes und wurde 1657 Mitglied des Privy Council.
1655 wurde er Mitglied der Kommission der Admiralität, die das Amt des Lord High Admiral ausübte, und im Januar 1657 wurde er Oberbefehlshaber der Flotte. Im April 1660 wurde er als Abgeordneter für das Borough Weymouth erneut ins House of Commons gewählt. Nach dem Tod Cromwells, 1658, gehörte er zu der Gruppe von Politikern des Commonwealth, welche die Restauration des Stuart-Königtums betrieben. Er verhandelte mit Karl II. über dessen Rückkehr aus dem niederländischen Exil und kommandierte im Mai 1660 persönlich einen Flottenverband, der diesen nach England zurückbrachte. So konnte der einstige Republikaner auch unter der wiederhergestellten Königsherrschaft seine Karriere in der englischen Marine fortsetzen. Karl II. nahm ihn 1660 als Knight Companion in den Hosenbandorden auf, verlieh ihm das Hofamt des Master of the Great Wardrobe. Am 12. Juli 1660 verlieh ihm der König die Adelstitel Earl of Sandwich, Viscount Hinchingbrooke und Baron Montagu of St. Neots, wodurch er aus dem House of Commons ausschied und einen Sitz im House of Lords erhielt.
Im März 1661 wurde er zum Admiral of the Narrow Seas ernannt, im Juli 1664 zum Vice-Admiral und ihm November 1664 zum Admiral of the Blue befördert. Von 1665 bis 1668 war er außerordentlicher Botschafter am spanischen Hof in Madrid. Im Zweiten Englisch-Niederländischen Seekrieg kämpfte er im Juni 1665 in der Seeschlacht bei Lowestoft. 1670 wurde er Präsident des Rates für Handel und Kolonien (council of trade and plantations). Im Jahr 1672 nahm er im Dritten Englisch-Niederländischen Seekrieg als stellvertretender Oberbefehlshaber der englischen Flotte an der Seeschlacht in der Solebay teil. Er starb im Verlauf der Schlacht, nachdem sein Schiff, die Royal James, in Brand geraten war. Sein Kapitän Richard Haddock überlebte den Untergang des Schiffes und wurde daraufhin vom englischen König geehrt. 
Edward Montagu war ein Vetter und Förderer des bekannten englischen Tagebuchautors Samuel Pepys. Dessen Tagebuch stellt auch die Hauptquelle über die militärische Karriere des Earls dar.

## Ehe und Nachkommen
Am 7. November 1642 heiratete er Hon. Jemima Crewe (1625–1674), Tochter des John Crewe, 1. Baron Crewe. Mit ihr hatte er sechs Söhne und vier Töchter:
- Edward Montagu, 2. Earl of Sandwich (1648–1688) ⚭ 1668 Lady Anne Boyle, Tochter des Richard Boyle, 2. Earl of Cork;
- Hon. Sydney Wortley-Montagu († 1727), MP, ⚭ Anne Wortley, Erbtochter des Sir Francis Wortley, 2. Baronet;
- Hon. Oliver Montagu (um 1655–1693), MP, Solicitor General;
- Very Rev. Hon. John Montagu (um 1656–1729), Dekan von Durham;
- Hon. Charles Montagu, ⚭ (1) Elizabeth Forster, ⚭ (2) Sarah Rogers;
- Hon. James Montagu;
- Lady Jemima Montagu, ⚭ Sir Philip Carteret († 1672);
- Lady Paulina Montagu (1649–1669);
- Lady Anne Montagu († 1729), ⚭ (1) Sir Richard Edgcumbe († 1688), ⚭ (2) Christopher Montagu;
- Lady Catherine Montagu, ⚭ Nicholas Bacon.